# Президентский дворец (Тбилиси)
Авлабарская резиденция (груз. საქართველოს პრეზიდენტის სასახლე) (также Президентский дворец в Авлабари) — административное здание в столице Грузии Тбилиси. Бывшая официальная резиденция президента Грузии. Расположена на улице М. Абдушелишвили в историческом районе Авлабари.

## История
Построен по инициативе Михаила Саакашвили в 2004—2009 годах.
Над дворцом работали несколько архитекторов, автором проекта является Георгий Батиашвили, начавший работу в 2004 году, хотя достроил резиденцию итальянец Микеле Де Лукки (Michele De Lucchi), приглашённый в 2007. Композиционно дворец представляет собой классическое трёхпортиковое горизонтальное здание, венчаемое стеклянным куполом. К югу от резиденции расположено кубическое здание, являющееся зданием государственной канцелярии.
Изначально планировалась незначительная реконструкция существующего здания, однако затем было принято решение снести и заново построить резиденцию. Из-за этого выросли цена и сроки проекта. Первый блок, предназначенный для государственной канцелярии, был сдан в эксплуатацию в апреле 2008 года. Изначально строительство вела фирма «Эвра», однако из-за финансовых разногласий позднее строительство продолжила уже другая фирма.
Изменение архитектора вызвало определённые изменения в архитектуре здания. Так, изначально все три портика оканчивались фронтонами, но после прихода итальянского архитектора фронтонами оканчивается только центральная часть. Позже Гига Батиашвили отметил, что передача проекта другому архитектору произошла без его ведома.
С момента инаугурации Саломе Зурабишвили новой резиденцией президента Грузии стал бывший дворец князей Орбелиани на улице Атонели.